# История морского пехотинца
«История морского пехотинца» (англ. A Marine Story) — американская драма 2010 года режиссёра Неда Фарра.

## Сюжет
Александра Эверетт возвращается в родные края после службы в Корпусе морской пехоты. Друзья не понимают, почему она ушла из армии, когда ей оставался год до выхода с получением пенсии. Александра стала жертвой закона «Не спрашивай, не говори», запрещающего служить в Вооружённых силах США открытым геям и лесбиянкам. Александра подавлена произошедшим, увольнение из армии было для неё сильным ударом, тем более что она происходит из семьи потомственных военных. Она проводит дни за выпивкой и общением со старыми и новыми друзьями. Однажды местный шериф привозит к ней молодую девушку Сэфрон, которой грозит обвинение по делам, связанным с наркотиками. Шериф просит Александру помочь Сэфрон поступить в армию, что позволит ей избежать тюремного заключения. Александра начинает с Сэфрон тренировки, хотя той это совсем не по вкусу. Между тем один из недоброжелателей Александры распространяет в городке информацию об истинной причине увольнения Александры из армии.

## В ролях
- Дрея Вебер — Александра Эверетт
- Пэрис Пикард — Сэфрон
- Кристин Мурад — Холли
- Роб Беддел — Мэтт Хед
- Энтони Майкл Джонс — Лео
- Джефф Шугармэн — подполковник Поллард

## Награды
Фильм получил следующие награды:
| Награды                              | Награды | Награды | Награды      | Награды                                                          |
| ------------------------------------ | ------- | --- | ------------ | ---------------------------------------------------------------- |
| Фестиваль / Премия                   | Год     | Награда | Категория    | Победитель                                                       |
| Beaufort International Film Festival | 2010    | | Best Feature | История морского пехотинца                                       |
| Outfest                              | 2010    | Grand Jury Award for US Narrative Feature Grand Jury Award for Actress in a Feature Film Audience Award for Narrative Feature |              | История морского пехотинца Дрея Вебер История морского пехотинца |
| SoCal Film Festival                  | 2010    | Jury Award for Best Feature Jury Award for Best Actress                                                                       |              | История морского пехотинца Дрея Вебер                            |